# Microsentis
Microsentis is een geslacht in de taxonomische indeling van de haakwormen, ongewervelde en parasitaire wormen die meestal 1 tot 2 cm lang worden. De worm behoort tot de familie Neoechinorhynchidae. Microsentis werd in 1966 beschreven door W. E. Martin & S. Multani.